# 雅洁粉报春
雅洁粉报春（学名：Primula concinna），为报春花科报春花属下的一个植物种。